# Wars of the Roses (Album)
Wars of the Roses ist das achte Studioalbum der norwegischen Band Ulver. Es erschien im Jahr 2011 bei Kscope unter Lizenz von Jester Records.

## Entstehung und Veröffentlichung
Daniel O’Sullivan stieß 2009 zur Band, die im selben Jahr erstmals seit etwa 15 Jahren live auftrat. Nach weiteren europaweiten Konzerten im Jahr 2010 wurden Ulver von Kscope unter Vertrag genommen. Anstatt eines zunächst geplanten Coveralbums nahm die Band nun ein reguläres neues Album in Oslo und London auf.
Eine Reihe von Gastmusikern wirkte bei den Aufnahmen von Wars of the Roses mit, u. a. Attila Csihar, Steve Noble, Stephen Thrower und Alex Ward. Sechs der sieben Lieder wurden von John Fryer bei Empire Recording Rooms in Oslo gemischt, das letzte Stück von Daniel O’Sullivan im Londoner Johnstone House. Espen Berg masterte das Album in den Osloer Livingroom Studios.
Wars of the Roses erschien als reguläre CD, im limitierten Digibook und als LP. Das Stück February MMX wurde vorab als Promo-Single und Download veröffentlicht.

## Titelliste
1. February MMX – 4:10
2. Norwegian Gothic – 3:35
3. Providence – 8:12
4. September IV – 4:40
5. England – 3:57
6. Island – 6:05
7. Stone Angels – 14:53

Der Text von „Stone Angels“ ist ein Gedicht des US-amerikanischen Lyrikers Keith Waldrop.

## Stil
Anders als auf dem sehr ruhigen, fast reinen Ambient-Album Shadows of the Sun finden sich auf Wars of the Roses auch einige schnellere Passagen sowie Einflüsse aus Artrock, Gothic Rock, Wave und Post-Rock. Die Kompositionen sind komplex und zumeist melodisch; es gibt minimalistische, mit Klavier, elektronischen Effekten und Klangflächen instrumentierte Passagen sowie eher hektische oder experimentelle mit Gitarren, Streichern und Bläsern. Die Atmosphäre ist düster und melancholisch.

## Rezeption
„Ulver as of 2011 [is] something of a neo-progressive rock band with a bit of Radiohead thrown in.“

„Den Norwegern ist mit Wars of the Rosés [sic!] eine originelle Mischung aus Gothic, Wave und Avant-Kammerpostrock gelungen. Auch wenn sich die Musik überwiegend im melodischen Bereich bewegt, sorgen die wohldosierten avantgardistischen Ausbrüche für den nötigen ‘Pep’.“

„‘Wars Of The Roses’ hat, wie jedes bisherige Album ganz unabhängig von Genrebezeichnungen, ein spezielles und einzigartiges ULVER-Flair.“

Das Album konnte sich zwei Wochen in den norwegischen Charts platzieren.